# Platysoma constrictum
Platysoma constrictum är en skalbaggsart som beskrevs av Lewis 1891. Platysoma constrictum ingår i släktet Platysoma och familjen stumpbaggar. Inga underarter finns listade i Catalogue of Life.